# 백다연
백다연(2000년 8월 30일 ~)은 대한민국의 가수다. 2021년 tvN 드라마 스테이지 2021 - 대리인간 OST 'Who Am I'로 데뷔했다.

## 학력
- 여양고등학교 (중퇴)
- 고등학교 졸업학력 검정고시 (합격)
- 경인여자대학교 실용음악과 (중퇴)
- 홍익대학교 실용음악전공 (재학)

## 방송
- 싱어게인2 (2021) - Top73

## 음반
- 대리인간 OST (드라마 스테이지 2021) (2021)
- DRIVE ME (2021)